# Koror (ciudad)
Koror es la ciudad más poblada de Palaos, y es además cabecera del estado homónimo.
Tras la independencia del país en 1994, se convirtió en su capital, hasta que fue reemplazada en 2006 por la ciudad de Ngerulmud, ubicada en la isla de Babelthuap. Sin embargo, la ciudad aún es sede de la Corte Suprema de Justicia, de las autoridades fiscales, de la universidad nacional y es centro económico del país.
Se ubica en la costa septentrional de la isla de Koror.

## Historia
Durante la colonia española (Indias Orientales Españolas) fue una pequeña villa de pescadores. No fue hasta la administración colonial alemana de la Nueva Guinea Alemana en el que se estableció un centro administrativo y se comenzó a construir un puerto.
Cuando los japoneses ocuparon Palaos en 1914, en Koror vivían alrededor de 500 personas.

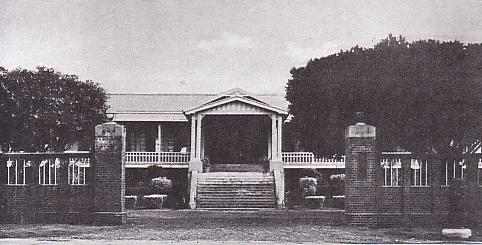
Edificio central del Mandato del Pacífico Sur durante la administración japonesa.

Con el establecimiento del Mandato del Pacífico Sur, Koror se convirtió en su capital y tuvo un crecimiento impresionante llegando a 38.000 habitantes (de los cuales solo 5.000 eran nativos) en 1941, en plena Segunda Guerra Mundial. Durante este conflicto fortificaron militarmente la ciudad construyendo búnkeres, no obstante, tras la derrota japonesa se retiraron en 1945.
Cuando Palaos pasó a administración estadounidense, la ciudad no tuvo un desarrollo sobresaliente ya que las principales instalaciones militares del Pacífico Noroeste se ubicaron en Guam.

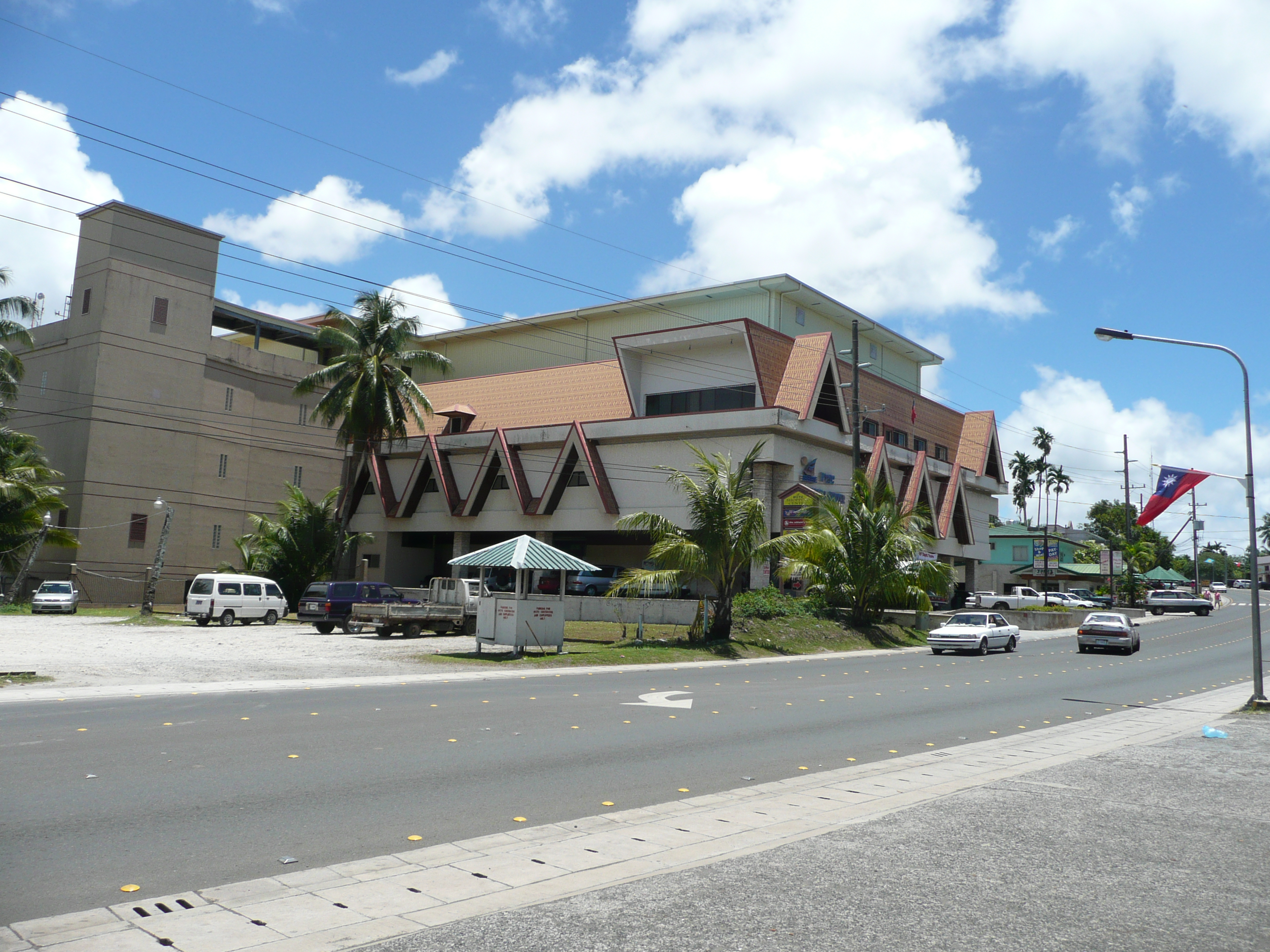
Koror, centro WCTC.

## Demografía
La estimación 2004 refiere a una población de 14,000 habitantes. Las lenguas oficiales son el inglés y el palauano. También están extendidos el filipino, el chino y el japonés.

## Clima
El clima es tropical con una temperatura media anual de 26,2C. la lluvias son muy comunes especialmente entre julio y octubre. mientras que con menos intensidad de lluvia es entre febrero a mayo. las precipitaciones anuales son 3200 mm.
| Parámetros climáticos promedio de Koror | Parámetros climáticos promedio de Koror | Parámetros climáticos promedio de Koror | Parámetros climáticos promedio de Koror | Parámetros climáticos promedio de Koror | Parámetros climáticos promedio de Koror | Parámetros climáticos promedio de Koror | Parámetros climáticos promedio de Koror | Parámetros climáticos promedio de Koror | Parámetros climáticos promedio de Koror | Parámetros climáticos promedio de Koror | Parámetros climáticos promedio de Koror | Parámetros climáticos promedio de Koror | Parámetros climáticos promedio de Koror |
| Mes                                     | Ene.                                    | Feb.                                    | Mar.                                    | Abr.                                    | May.                                    | Jun.                                    | Jul.                                    | Ago.                                    | Sep.                                    | Oct.                                    | Nov.                                    | Dic.                                    | Anual                                   |
| --------------------------------------- | --------------------------------------- | --------------------------------------- | --------------------------------------- | --------------------------------------- | --------------------------------------- | --------------------------------------- | --------------------------------------- | --------------------------------------- | --------------------------------------- | --------------------------------------- | --------------------------------------- | --------------------------------------- | --------------------------------------- |
| Temp. máx. media (°C)                   | 30                                      | 31                                      | 33                                      | 33                                      | 33                                      | 32                                      | 33                                      | 32                                      | 31                                      | 29                                      | 29                                      | 30                                      | 31.3                                    |
| Temp. media (°C)                        | 26                                      | 25                                      | 27                                      | 27                                      | 27                                      | 27                                      | 27                                      | 26                                      | 26                                      | 25                                      | 25                                      | 26                                      | 26.2                                    |
| Temp. mín. media (°C)                   | 21                                      | 21                                      | 23                                      | 24                                      | 24                                      | 23                                      | 24                                      | 23                                      | 22                                      | 19                                      | 19                                      | 20                                      | 21.9                                    |
| Precipitación total (mm)                | 236                                     | 215                                     | 200                                     | 216                                     | 233                                     | 259                                     | 306                                     | 322                                     | 388                                     | 337                                     | 244                                     | 256                                     | 3212                                    |
| Días de lluvias (≥ 0.1 mm)              | 12                                      | 10                                      | 10                                      | 12                                      | 16                                      | 19                                      | 23                                      | 22                                      | 24                                      | 23                                      | 18                                      | 15                                      | 204                                     |
| Horas de sol                            | 192                                     | 200                                     | 236                                     | 276                                     | 288                                     | 244                                     | 216                                     | 181                                     | 186                                     | 144                                     | 159                                     | 166                                     | 2488                                    |
| Humedad relativa (%)                    | 77                                      | 79                                      | 79                                      | 81                                      | 76                                      | 81                                      | 86                                      | 86                                      | 84                                      | 87                                      | 86                                      | 80                                      | 81.8                                    |
| [cita requerida]                        |                                         |                                         |                                         |                                         |                                         |                                         |                                         |                                         |                                         |                                         |                                         |                                         |                                         |